# Casaca (instrumento)
A casaca é um instrumento musical de percussão da classe dos idiofones, feito de madeira, também chamado cassaca, casaco, cansaca, canzaca, canzá, ganzá, caracaxá, reque-reque, reco-reco ou reco-reco de cabeça. É também um dos principais instrumentos das bandas de congo do Espírito Santo.

## Características

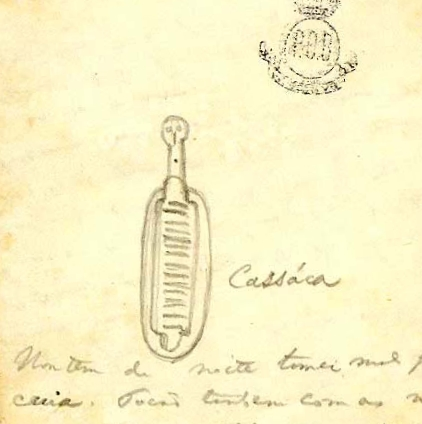
Desenho de uma "cassáca" feita pelo imperador Pedro II em visita a Nova Almeida

Trata-se de um reco-reco de cabeça e pescoço, simulando o corpo de uma pessoa, com cabeça grotesca. Um dos lados da parte correspondente ao corpo possui talhos transversais (que lembram as costelas de uma pessoa) sobre os quais se corre uma vareta, extraindo-se desse atrito um som único e intermitente que dá individualidade ao instrumento.
Conforme lendas locais do Espírito Santo, os escravos seguravam o pescoço, como se estivessem enforcando os senhores que lhe tivessem feito mal, e tocavam como se estivessem machucando a costela de seus patrões.

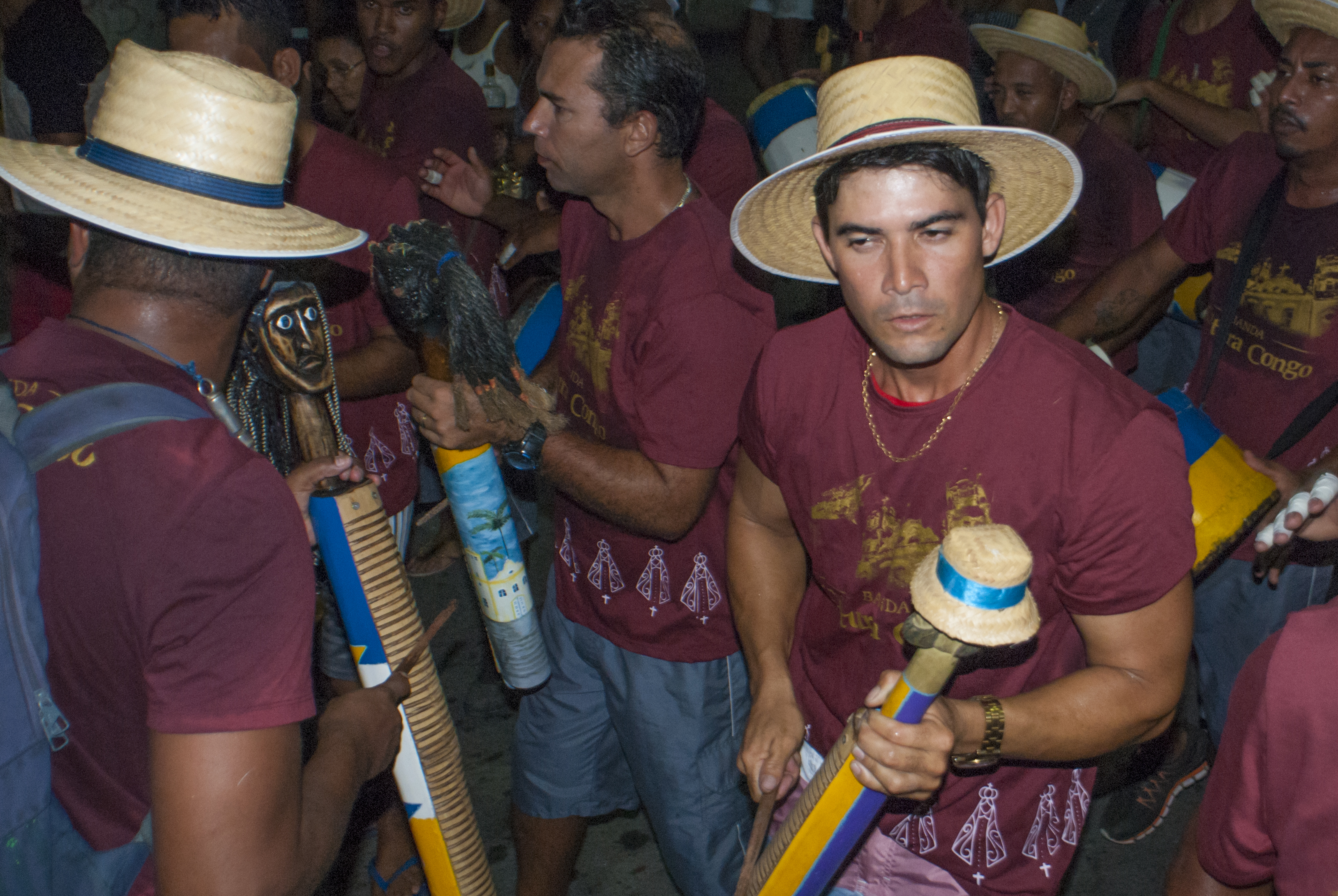
Foto: Gustavo de Azevedo

Para fazer as casacas utiliza-se madeiras que são leves como a cacheta, o cedro, o pino, o bambu e o pendão da piteira. A costela, de onde vem o som, é feita de bambu, o corpo do pendão da piteira e a cabeça de outra madeira porém esculpida. A baqueta é feita de madeira resistente. A caixa acústica fica atrás da costela de bambu, é feita de pita. Arrastando a baqueta no bambu, tira-se o som.

## Influências culturais no folclore capixaba
Junto aos demais instrumentos da banda de congo, a casaca reflete a influência africana na música e no ritmo das bandas de congo do Espírito Santo. No município da Serra, Mestre Domingão produz a casaca com a madeira tradicionalmente usada na produção desse instrumento, a tagibubuia, que se encontra em risco de extinção. Para minimizar essa perda, o mestre realiza o manejo da tagibubuia, que é plantada e colhida de forma sistematizada, permitindo assim que a madeira seja retirada para a produção das casacas sem prejuízo para os recursos naturais. Mestre Manoel de Ibiraçu e Mestre Laércio de Conceição da Barra utilizam outras madeiras disponíveis e bambu na produção da casaca. Os Mestres Artesãos Fernando e Expedito, também do município da Serra, aprenderam esse saber e já produzem e comercializam casacas. Esse saber vem sendo transmitido por gerações e a produção é individual.
As casacas são adquiridas como instrumentos para as bandas de congo e outros grupos musicais, ou como souvenirs, sendo comercializadas nas residências dos mestres e nos locais voltados para o congo, o que representa a sustenção financeira dos artesões locais.
Conforme alguns historiadores, a casaca é instrumento criado pelos índios Tupiniquins.